# Kanton Saint-Raphaël
Kanton Saint-Raphaël (fr. Canton de Saint-Raphaël) je francouzský kanton v departementu Var v regionu Provence-Alpes-Côte d'Azur. Tvoří ho pouze město Saint-Raphaël.